# 스릅스카 공화국의 총리
스릅스카 공화국의 총리(List of Prime Ministers of Republika Srpska)는 스릅스카 공화국의 총리다.

## 역대 총리 목록
- 1대 브랑코 데리치 (1992년 ~ 1993년)
- 2대 블라디미르 룩크치 (1993년 ~ 1994년)
- 3대 두샨 코지치 (1994년 ~ 1995년)
- 4대 라이코 카사고미치 (1995년 ~ 1996년)
- 5대 고지코 키치콥치 (1996년 ~ 1998년)
- 6대 밀로라드 도디크 (1998년 ~ 2001년) (첫 번째 임기)
- 7대 믈라덴 이바니치 (2001년 ~ 2003년)
- 8대 드라간 미키레비치 (2003년 ~ 2005년)
- 9대 페로 부켈로비치 (2005년 ~ 2006년)
- 10대 밀로라드 도디크 (2006년 ~ 2010년) (두 번째 임기)
- 직무대행 안톤 카시포비치 (2010년)
- 11대 알렉산다르 좀비치 (2010년 ~ 2013년)
- 12대 젤즈카 치자오비치 (2013년 ~ 2018년)
- 직무대행  스레 브렌 카 골릭 (2018년)
- 13대 라도반 비스코비치 (2018 ~ 현재)

## 같이 보기
- 스릅스카 공화국의 대통령